# سنگ‌چشم بیشه زیتونی
سنگ‌چشم بیشه زیتونی (نام علمی: Chlorophoneus olivaceus) گونه‌ای از پرندگان خانواده سنگ‌چشمان بیشه (Malaconotidae) است. در مالاوی، موزامبیک، آفریقای جنوبی، اسواتینی و زیمبابوه یافت می‌شود. زیستگاه‌های طبیعی آن جنگل‌های خشک نیمه‌گرمسیری یا گرمسیری، جنگل‌های جلگه‌ای نمناک نیمه‌گرمسیری یا گرمسیری، جنگل‌های کوهستانی نمناک نیمه‌گرمسیری یا گرمسیری و بیشه‌های خشک نیمه‌گرمسیری یا گرمسیری است. در تاج جنگل به دنبال حشرات است.